# Nowa Wólka
Nowa Wólka – wieś w Polsce położona w województwie lubelskim, w powiecie łęczyńskim, w gminie Spiczyn.
W latach 1975–1998 miejscowość administracyjnie należała do ówczesnego województwa lubelskiego.
Wieś stanowi sołectwo gminy Spiczyn.  Według Narodowego Spisu Powszechnego z roku 2011 wieś liczyła 180  mieszkańców.
Wierni Kościoła rzymskokatolickiego należą do parafii św. Anny w Kijanach.

## Historia
W wieku XIX wieś nosiła nazwę Wólka Kijańska Nowa i posiadała osad 18, z gruntem mórg 403, w roku 1878 oddzielona od dóbr Kijany (opis dóbr Kijamy SgKP tom IV str. 59).